# Laurence R. Harvey
Laurence Robert Harvey, né le 17 juillet 1970, est un acteur anglais.

## Carrière
Harvey est surtout connu pour avoir interprété Martin Lomax dans le film d'horreur The Human Centipede II (Full Sequence) réalisé par Tom Six. Dans le film, Martin est un agent de sécurité obèse, asthmatique et mentalement dérangé qui travaille dans un parking de plusieurs étages (appelé "London Car Parks"). Il est obsédé par le film original.
Harvey apparaît également dans The Human Centipede III (Final Sequence) dans un rôle différent de celui de la partie 2. Il joue le rôle de Tristan Risk dans Jill Sixx Gevargizian en tant que réalisateur de Call Girl.

## Filmographie

### Cinéma
- 2010 : The Pizza Miracle (Court-métrage) : Un sous-chef
- 2011 : The Human Centipede II (Full Sequence) : Martin
- 2014 : Call Girl (Court-métrage) : Ed
- 2014 : The Editor : Père Clarke
- 2014 : The ABC of Death 2 : Wanker
- 2015 : The Human Centipede III (Final Sequence): Dwight Butler
- 2015 : My Bloody Banjo : Clyde Toulon
- 2015 : The Morgue : L'entrepreneur de pompes funèbres
- 2015 : Boogeyman: Reincarnation: Lorre
- 2015 : Cafe Society: Teaser (Court-métrage) : L'homme Balaclava
- 2016 : Rats (Court-métrage) : Charlie
- 2016 : Frankenstein Created Bikers : Klaus
- 2016 : Egomaniac : Michael
- 2017 : The Night Monica Came Back (Court-métrage) : Pops
- 2017 : Dark Web : Ed
- 2017 : Teddy Bears Picnic VHS 360 VR Experience (Court-métrage) : Un ours
- 2017 : Adult Babies : Michael
- 2017 : Teddy Bears Picnic (Court-métrage) : L'ours
- 2018 : Dead Love : Dom
- 2018 : BFF Girls (Court-métrage) : Neko Sensai (Voix)
- 2019 : For We Are Many : Butler
- 2020 : House of Many Sorrows : Détective Hitchcock
- 2020 : Zombie Wars : Dr. March
- 2021 : A Little More Flesh II : Un homme mystèrieux
- 2021 : Torture : Le papa d'Ella
- 2021 : 1986 (Court-métrage) : Mr. Cobblepot
- 2022 : Eating Miss Campbell : Clyde Toulon
- 2022 : Ribspreader : Frozen Bird Bandit
- 2023 : Video Shop Tales of Terror : Vic Vorley
- 2023 : Secrets of a Wallaby Boy : Argyle
- 2023 : Artifacts of Fear : Mr. Kosminski
- 2024 : Burnt Flowers : Commander Larkspur
- 2024 : Mannequin : Nathan Roper
- 2024 : Cara : Alan Tanner

### Télévision
- 1987 : The Flood (Série TV) : Le narrateur
- 1993 : What's Up Doc? (Série TV) : Laurence le gnome
- 1994 : Parallel 9 (Série TV) : Le petit homme vert
- 1994 : Live & Kicking (Série TV) : Le petit homme vert

### Festivals
Parrain du festival bloody week-end en 2023.
Membre du jury au festival bloody week-end en 2022.
Membre du jury au festival bloody week-end en 2014.